# Turniej o Złoty Kask 2002
Turniej o Złoty Kask 2002 – cykl zawodów żużlowych, organizowanych corocznie przez Polski Związek Motorowy. W finale, rozegranym w Bydgoszczy, zwyciężył Tomasz Gollob.

## Finał
- Bydgoszcz, 12 października 2002
- Sędzia: Wojciech Grodzki

| Msc. | Zawodnik                | Klub         | Pkt |             |  |
| ---- | ----------------------- | ------------ | --- | ----------- |  |
| 1    | Tomasz Gollob           | Bydgoszcz    | 14  | (3,3,3,3,2) |  |
| 2    | Jacek Gollob            | Bydgoszcz    | 13  | (1,3,3,3,3) |  |
| 3    | Piotr Protasiewicz      | Bydgoszcz    | 12  | (3,2,2,2,3) |  |
| 4    | Robert Sawina           | Toruń        | 11  | (3,1,1,3,3) |  |
| 5    | Sebastian Ułamek        | Leszno       | 11  | (2,3,3,2,1) |  |
| 6    | Rafał Okoniewski        | Leszno       | 9   | (2,2,2,2,1) |  |
| 7    | Andrzej Huszcza         | Zielona Góra | 8   | (1,2,2,3,0) |  |
| 8    | Wiesław Jaguś           | Toruń        | 7   | (1,3,0,1,2) |  |
| 9    | Tomasz Bajerski         | Toruń        | 7   | (2,1,1,1,2) |  |
| 10   | Krzysztof Cegielski     | Gdańsk       | 6   | (d,d,3,0,3) |  |
| 11   | Robert Dados            | Wrocław      | 6   | (3,0,1,1,1) |  |
| 12   | Maciej Kuciapa          | Zielona Góra | 5   | (2,2,d,1,0) |  |
| 13   | Jarosław Łukaszewski    | Gniezno      | 4   | (0,0,2,0,2) |  |
| 14   | Jacek Krzyżaniak        | Wrocław      | 4   | (1,1,0,2,d) |  |
| 15   | Dariusz Fijałkowski     | Warszawa     | 3   | (0,1,1,0,1) |  |
| 16   | Roman Jankowski         | Warszawa     | 0   | (0,0,0,d,d) |  |
|      | rez. Krzysztof Kasprzak | Leszno       | ns  |             |  |
|      | rez. Rafał Kurmański    | Zielona Góra | ns  |             |  |
|      | rez. Janusz Ślączka     | Krosno       | ns  |             |  |